# Jo Teunissen-Waalboer
Johanna Elizabeth (Jo) Teunissen-Waalboer (Velp, 25 mei 1919 – aldaar, 3 april 1991) was een Nederlandse atlete, die zich had toegelegd op het speerwerpen. Zij werd eenmaal Nederlands kampioene en nam eenmaal deel aan de Olympische Spelen, waarop zij op haar favoriete onderdeel een vijfde plaats behaalde.

## Biografie

### Al snel de beste
Teunissen-Waalboer begon haar sportloopbaan in 1938 op achttienjarige leeftijd als lid van het Arnhemse U.D.I.. In het oosten van Nederland waren in die jaren weinig atletiekfaciliteiten; van een systematische en gefundeerde atletiektraining was dan ook geen sprake. Ze klungelde maar een beetje op zichzelf en stak dadelijk ver boven haar clubgenoten uit.

### Allround talent
Reeds in 1939 veroverde zij haar eerste titel: ze werd oostelijk kampioene speerwerpen, een titel die ze in de jaren die volgden nog vele malen zou prolongeren. Teunissen-Waalboer was overigens een veelzijdig talent, wat zich uitte in de vele eerste prijzen die zij bij wedstrijden in de wacht sleepte op verspringen, hoogspringen, discuswerpen en kogelstoten. Ook op deze onderdelen verzamelde zij verschillende oostelijke titels.

### Trainen onder Blankers
Na de Tweede Wereldoorlog ontstond er eindelijk een beter contact met het westen van Nederland, waardoor de Gelderse atlete in 1946 onder de hoede kwam van Jan Blankers. Zij heeft zich nadien over de twee jaar dat zij onder Blankers heeft getraind altijd zeer opgetogen uitgelaten. Het blijft slechts gissen wat deze allround atlete meer had kunnen bereiken, indien die mogelijkheid er van meet af aan was geweest. Zij karakteriseerde de echtgenoot van Fanny Blankers-Koen als een man, die zonder veel te spreken, alles van zijn atleten en atletes gedaan kon krijgen.
Eind 1947 was Teunissen-Waalboer desondanks voornemens om haar atletiekloopbaan te beëindigen. Jan Blankers wist haar er evenwel van te overtuigen, dat dit een groot verlies voor de damesatletiek zou betekenen. Zij werd opgenomen in de olympische selectie en nam vanaf november 1947 deel aan de wekelijkse nationale bostrainingen onder leiding van Blankers bij de 'Blokhut' in Het Gooi. Daarbij schreef Blankers aan de geselecteerden niet alleen op trainingsgebied alles voor (zo moesten de speer- en discuswerpsters in de groep zelf hockeyballen meenemen voor hun specifieke trainingen), maar hij gaf ook allerlei goede raad op ander gebied. Hij adviseerde bijvoorbeeld om stevige schoenen mee te brengen, 'vanwege de vochtigheid die de gymschoenen binnen korte tijd geheel met water zou doordringen.' Deelname aan deze bostrainingen was verplicht gesteld. Wie niet kwam opdraven, verspeelde zijn recht op selectie voor de Olympische Spelen.

### Vijfde op OS
Opvallend is dat het seizoen dat volgde Jo Teunissen-Waalboers beste zou worden. Allereerst versloeg ze op de Nederlandse kampioenschappen van dat jaar met een worp van 41,95 m tweevoudig kampioene en nationaal recordhoudster Ans Koning die, gehinderd door een voetblessure, dit keer slechts tweede werd met 39,84. Vervolgens werd zij als lid van de Nederlandse atletiekdelegatie uitgezonden naar de Olympische Spelen van 1948 in Londen. Daar werd zij met 40,92 vijfde en beste Nederlandse, want Ans Koning kwam tot 40,33 en werd zesde, terwijl de derde Nederlandse, Elly Dammers, met 38,23 op de achtste plaats eindigde.
Hierna zette de atlete uit Velp definitief een punt achter haar atletiekloopbaan.

## Nederlandse kampioenschappen
| Onderdeel   | Jaar |
| ----------- | ---- |
| speerwerpen | 1948 |

## Persoonlijke records
| Afstand      | Prestatie | Datum        | Plaats    |
| ------------ | --------- | ------------ | --------- |
| verspringen  | 5,08 m    |              |           |
| hoogspringen | 1,50 m    |              |           |
| kogelstoten  | 11,07 m   |              |           |
| discuswerpen | 36,62 m   |              |           |
| speerwerpen  | 42,04 m   | 18 juli 1948 | Rotterdam |